# Oberarnbach
Oberarnbach  là một đô thị ở huyện Kaiserslautern, trong bang Rheinland-Pfalz, phía tây nước Đức. Đô thị Oberarnbach có diện tích 5,08 km², dân số thời điểm ngày 31 tháng 12 năm 2006 là 446 người.